# Antiblemma rubida
Antiblemma rubida är en fjärilsart som beskrevs av William Schaus 1911. Antiblemma rubida ingår i släktet Antiblemma och familjen nattflyn. Inga underarter finns listade i Catalogue of Life.